# Pech-Luna
Pech-Luna é uma comuna francesa na região administrativa de Occitânia, no departamento de Aude. Estende-se por uma área de 6,57 km². Em 2010 a comuna tinha 76 habitantes (densidade: 11,6 hab./km²).